# Besvärligberget-Trollbergets naturreservat
Besvärligberget-Trollbergets naturreservat är ett naturreservat i Vindelns kommun i Västerbottens län.
Området är naturskyddat sedan 2024 och är 94 hektar stort. Reservatet ligger sydväst om Åmsele och besår av talldominerade barrskogar, barrblandskogar och fuktigare granskogar.